# Sîmoniv, Hoșcea
Sîmoniv (în ucraineană Симонів) este localitatea de reședință a comunei Sîmoniv din raionul Hoșcea, regiunea Rivne, Ucraina.

## Demografie
Componența lingvistică a localității Sîmoniv
     Ucraineană (99,44%)
     Alte limbi (0,5%)
Conform recensământului din 2001, majoritatea populației localității Sîmoniv era vorbitoare de ucraineană (99,44%), existând în minoritate și vorbitori de alte limbi.